# Croton draco
Pour Croton draco var. hibisciformis, Müll.Arg., voir Croton funckianus.
Pour Croton draco var. rhombifolius, Müll.Arg., voir Croton funckianus.
Pour Croton draco var. cordatus, Müll.Arg., voir Croton lechleri.
Espèce
Croton draco est une espèce de plantes à fleurs du genre Croton et de la famille des Euphorbiaceae. C'est un arbuste présent du Mexique jusqu'à la Colombie.
Il produit un exsudat rouge utilisé traditionnellement par les populations autochtones comme remède pour soigner le mal aux dents ou traiter les blessures. Pour être adopté à partir du XVIe siècle par les Espagnols puis les Européens, il fut rapporté à une matière médicale bien connue de la pharmacopée traditionnelle européenne, nommée sang de dragon  (αἷμα δρακόντιον, haima drakontion) par Dioscoride et Pline au Ier siècle.

## Étymologie et histoire de la nomenclature
Le nom de genre Croton est emprunté au latin impérial croton, -onis « ricin », transcrit du grec κροτων krotôn. L'épithète spécifique latin draco dérive du grec drakôn δρακων « gros serpent, dragon ».
La description botanique de Croton draco est due aux botanistes allemands Schlechtendal et Chamiso en 1831 dans le journal botanique Linnaea 6: 360.
L'espèce a reçu de nombreuses dénominations dans les langues communément parlées dans son aire de distribution. On trouve sangre de drago en espagnol (au Mexique), escuahuitl en nahuatl, palo muela (Sinaloa, Mex.) etc..
Toutes les références au sang de dragon viennent d’appellations de la pharmacopée de l'Antiquité gréco-latine, connues grâce aux écrits de Dioscoride et Pline.  Le terme qui au premier siècle, renvoyait à une matière médicale tirée probablement de Dracaena cinnabari ou Dracaena draco (des arbres de la famille des Asparagaceae) fut étendu à d'autres espèces produisant un exsudat rouge sang et ayant des propriétés thérapeutiques semblables comme certains Croton américains (de la famille des Euphorbiaceae).

## Synonymes
Selon The Plant List, Croton draco Schltl. a pour synonymes:
- Croton callistanthus, Croizat, 1940
- Croton draco subsp. panamensis, (Klotzsch) G.L.Webster, 1988
- Croton panamensis, (Klotzsch) Müll.Arg., 1866
- Croton steyermarkianus, Croizat, 1940
- Croton triumfettoides, Croizat, 1940
- Cyclostigma denticulatum, Klotzsch
- Cyclostigma draco (Schltdl.) Klotzsch
- Cyclostigma panamense, Klotzsch,
- Oxydectes draco, (Schltdl.) Kuntze
- Oxydectes panamensis, (Klotzsch) Kuntze

## Description

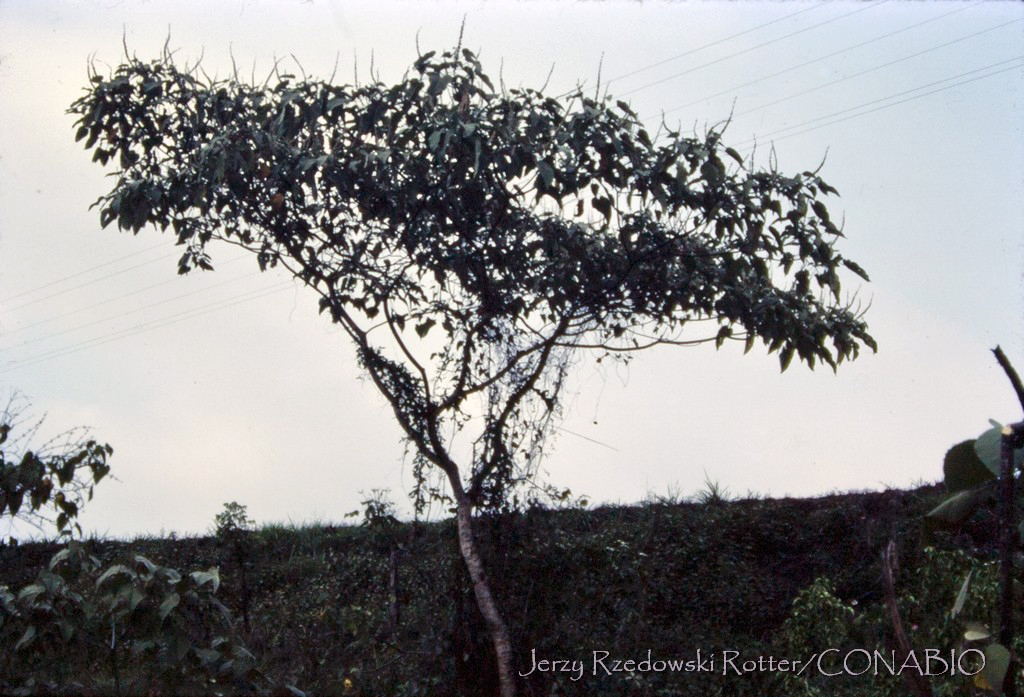
Croton draco.

Le Croton draco est un grand arbuste ou un arbre, atteignant toutefois rarement 18 m de haut. Son tronc cylindrique et droit a une écorce lisse, couvertes d'abondants exsudats rouges. Les jeunes rameaux farineux sont couverts de poils stellés.
Les feuilles simples sont ovales, à base cordée et apex acuminé, de 9 × 6 cm à 21 × 15 cm. De couleur vert grisâtre, farineuses, elles portent de nombreux poils stellés en dessous. Elles portent deux glandes orange à la base du pétiole.
L'espèce est monoïque ou dioïque. L'inflorescence est une longue panicule de 45 cm de long. Pour les pieds monoïques, les fleurs femelles ont tendance à être dans la partie inférieure de l'inflorescence mélangées aux fleurs mâles. Au Mexique, la floraison a lieu de juin à février.
Le fruit  est une capsule globulaire, de 8-9 mm de diamètre, à 3 lobes.
De toutes blessures de la plante exsude un liquide rouge ayant des propriétés médicinales. Il s'agit d'un latex dégageant une odeur âcre. Celui-ci est produit par des cellules spécialisées (appelées laticifères) réparties à travers l'écorce, en nombre variable de 29 à 45 /mm2.

## Distribution
Il croît en Amérique : Colombie et du Panama au Mexique, dans les milieux forestiers humides.
Il se distribue dans les zones chaudes et humides, en général dans la végétation secondaire.

## Utilisations

### Utilisations médicinales
Le latex rouge produit par le Croton draco a une utilisation médicinale traditionnelle par les populations indigènes, sous le nom de Sangre de drago (sang-dragon). Frotté sur les gencives, il renforce les « dents faibles ». Il est bon aussi contre les ulcères gastriques, les diarrhées, après les extractions de dents et pour soigner les blessures.
Une étude de terrain dans village isolé de la Sierra de Puebla, au Mexique en 1978, a montré que le sangre de drago jiza était toujours utilisé contre les maux de dents.
L'analyse chimique de l'huile essentielle d'écorce de Croton draco indique les composés suivants :  P-caryophyllène (31,9 %), caryophyllène oxide (22,0 %), 1,8-cineole (6,2 %), et a-humulène (5,6 %). Un alcaloïde peu commun, la taspine, avec une structure dilactone, a été trouvée dans le latex rouge de C. draco.
Une activité antihémorragique de l'extrait de C. draco contre une hémorragie provoquée par le venin du Bothrops asper a été observée.

### Histoire des phytonymes: deEzquahuitlsang-de-dragon àCroton
Les premiers Espagnols arrivant au XVIe siècle dans le Nouveau Monde ne savent pas comment déterminer les végétaux américains. Ils ne correspondent pas aux descriptions des Anciens et il n'y a pas encore les instruments descriptifs et classificatoires permettant de les appréhender.
L'approche utilitaire des apothicaires et des droguistes cherchant à se procurer de nouveaux remèdes efficaces va d'abord prévaloir. C'est le cas du médecin Nicolas Monardes qui sans quitter sa ville de Séville, diffuse des écrits sur la « racine de Michoacán » et divers autres remèdes ramenés du Nouveau Monde sur les quais du port (Historia Medicinal, 1565-1574). Il indique que l'évêque de Carthagène des Indes lui a apporté le fruit de l'arbre donnant le sang de dragon. « Dès qu’on enlève la peau de ce fruit, on voit apparaître un petit dragon,[...] l’espine du doz plaine d’aiguillons, la queue longue,& des pieds d’ongles bien armés [...] L'arbre est grand qui a l'écorce assez déliée, [si on la coupe] cette liqueur sort, on l’appelle Sang de Dragon en larme [...] prise par la bouche, [elle] arrête le flux de ventre » (Histoire des simples médicaments apportés de l’Amérique).
La première véritable expédition scientifique fut lancée par le roi d'Espagne Philippe II pour mener une enquête naturaliste en Nouvelle-Espagne. Il confie cette mission au médecin naturaliste Francisco Hernández (1514-1587) qu'il envoie entre 1571 et 1577 dans la région de Mexico. Hernández a pour ambition  de rédiger une œuvre encyclopédique sur le modèle de l'Histoire naturelle de Pline. Il interroge « tous les médecins, chirurgiens, herboristes, Indiens et autres personnes curieuses » sur les plantes médicinales puis en expérimente l’usage, la vertu et les dosages propres à chaque remède.
Il écrit son Histoire naturelle de Nouvelle-Espagne en latin mais choisit de garder les noms nahuatl des plantes décrites. Il rapproche d'emblée un arbre nommé esquahuitl des dragonniers des Canaries :
| EZQUAHUITL. L'ezquahuitl est un grand arbre, avec de grandes feuilles angulaires comme celles du molène. Il exsude une sève connue sous le nom de Sang de Dragon, d'où il tire son nom, car ezquahuitl signifie « arbre du sang ». Il croît dans Quauhchinanco (est de Mexico). La nature de sa sève est froide et astringente; il rend les dents solides, prévient les flux, et possède en somme, les mêmes vertus, la même apparence et les mêmes applications, que le sang de dragon des Canaries...(Hist. nat. Nv-Esp.[14],[15]) |
Quand il le peut, Hernandez catégorise les nouvelles matières médicales dans les classes de la pharmacologie traditionnelle européenne, par un processus cognitif classique, la compréhension se fait en ramenant le nouveau à l'ancien. Mais en donnant le nom d'usage de la plante dans les langues vernaculaires de la région (comme le nahuatl, qu'il apprend et transcrit en alphabet latin), il donne une « référence type » vers laquelle les générations futures pourront se reporter.
Au siècle suivant, le missionnaire naturaliste Bernabé Cobo, parti à l'âge de seize ans en Amérique du Sud, va pendant quarante ans mener de front la rédaction de sa monumentale Historia del Nuevo Mundo (terminée en 1653) et exercer son sacerdoce dans les régions de l'actuel Bolivie. Comme Hernandez, il prend soin de noter le nom des plantes dans les langues indiennes locales (quechua, aymara, nahuatl), afin de tenter de distinguer les plantes indigènes des plantes importées. Cobo consacre une notice au sangre de drago qui semble devoir beaucoup à Hernandez: « L’arbre qui donne le sang de dragon se dit dans la langue mexicaine ezpuahuilt. L’arbre est grand [...]. Il croît dans beaucoup d’endroits des Indes [occidentales] et sa sève est très connue. Elle fortifie les dents et a les mêmes effets que le sang de dragon utilisé en Espagne. Utilisée par les peintres, la meilleure qu'on tire des Indes vient de la province de Carthagène » (Obras del Bernabé Cobo). La province de Cartagène était une entité administrative située sur la côte caribéenne de l'actuel Colombie.
On peut suivre la trace de l'ezquahuitl dans les écrits du médecin chimiste français Étienne-François Geoffroy (1672-1731) qui mentionne parmi les quatre sources végétales du sang de dragon « Tertia nominatur Ezquahuitl, seu Sanguinis Arbor, Hernandez 59... » (Tractatus de materia medica). Sa description est traduite ensuite en français dans l'Encyclopédie Diderot (1765). Presque deux siècles après Hernandez, on retrouve fidèlement les mêmes termes « la troisième espèce de sang-dragon est nommée, dans Hermandiez, 59, ezquahuilt, seu sanguinis arbor ; c'est un arbre qui a les feuilles de bouillon-blanc [molène], grandes & anguleuses; il en découle par incision une liqueur rouge, dite sang - dragon ».
Cette appellation nahuatl-latine « ezquahuilt, seu sanguinis arbor » continuera à servir de dénomination standard pour tous les médecins et pharmacologues, tant que les botanistes n'auront pas baptisé officiellement l'espèce d'un nom binominal latin, validé par la communauté scientifique. Par contre en français, le terme de la langue commune sang de dragon, est peu à peu remplacé par sang-dragon.
Les expéditions naturalistes ramènent d'outre-mer des milliers de spécimens de plantes que les botanistes européens s'efforcent d'identifier. Les seuls Alexander von Humboldt (1769-1859) et Aimé Bonpland (1773-1858) rapportent de leur voyage en Amérique du Sud (de 1799 à 1804) un herbier riche de plus de 20 000 spécimens et de 4 000 dessins de plantes. Sans disposer des moyens modernes de publication et d'échange, les noms d'espèces se sont multipliés indéfiniment au cours des siècles. On peut avoir une idée de cette prolifération démesurée en consultant  The Plant List qui recense en 2013, pas moins que 2 562 noms de plantes publiés du genre Croton, une grosse majorité n'étant que des synonymes de noms déjà créés.
La description botanique de Croton draco validée par la communauté scientifique est due aux botanistes allemands Schlechtendal et Chamiso dans le journal botanique Linnaea 6: 360. Elle fut publiée en 1831, à une époque où en Europe, les plantes médicinales commençaient à être remplacées par leur principe actif où on passait de l'écorce de quinquina à la quinine.
Le moyen le plus simple pour s'assurer l'identité du phytonyme ezquahuilt et du nom d'espèce valide Croton draco est encore de consulter une flore de référence du Mexique, comme Árboles tropicales de México de Pennington. On y trouve pour la notice Croton draco Schltdl., de multiples noms vernaculaires dans les langues locales et en particulier escáhuitl en náhuatl, Sangre de draco etc. Le terme noté par Hernandez ezquahuitl, existe toujours quatre siècles et demi plus tard (au même endroit, dans la même langue). Pour une fois, le phytonyme de la langue commune a mieux assuré la fonction d'identification que le nom latin !
Il existe d'autres sources de sang-dragon en Amérique, une des mieux connues est le Croton lechleri Müll., poussant au Mexique, Venezuela, Équateur, Pérou, et Brésil. Les espèces suivantes sont aussi citées: Croton draconoides Müll. Arg., Croton urucurana Baill., C. xalapensis Kunth, Croton gossypifolium Vahl, Croton erythrochilus Müll.Arg. et Croton palanostigma Klotzsch.